# Podocnemis lewyana
Espèce
Statut de conservation UICN

 CR A2acd+4acd : 
En danger critique
Statut CITES
Podocnemis lewyana est une espèce de tortues de la famille des Podocnemididae.

## Répartition

Aire de répartition de Podocnemis lewyana.

Cette espèce est endémique de Colombie. Elle se rencontre dans les départements d'Antioquia, d'Atlántico, de Bolívar, de Boyacá, de Caldas, de Cesar, de Córdoba, de Cundinamarca, de La Guajira, de Magdalena, de Santander et de Sucre.

## Reproduction
La couvée contient 10 à 31 œufs avec une moyenne de 22.

## Publication originale
- Duméril, 1852 : Description des reptiles nouveaux ou imparfaitement connus de la collection du Muséum d'Histoire Naturelle, et remarques sur la classification et les charactéres des reptiles. Archives du Muséum d'Histoire Naturelle, Paris, vol. 6, p. 209-264 (texte intégral).